# Montagne de Suerme
La montagne de Suerme est une montagne du massif du Jura, dans la région du Bugey, dans l'Ain, en France.

## Géographie
La montagne constitue le prolongement au nord de la montagne d'Arandas. Culminant à 819 mètres d'altitude au plateau de Suerme, elle offre un point de vue sur la cluse des Hôpitaux et les monts du Bugey.
On y accède par Argis et le hameau d'Averliaz.
Le plateau de Suerme est classé zone naturelle d'intérêt écologique, faunistique et floristique.

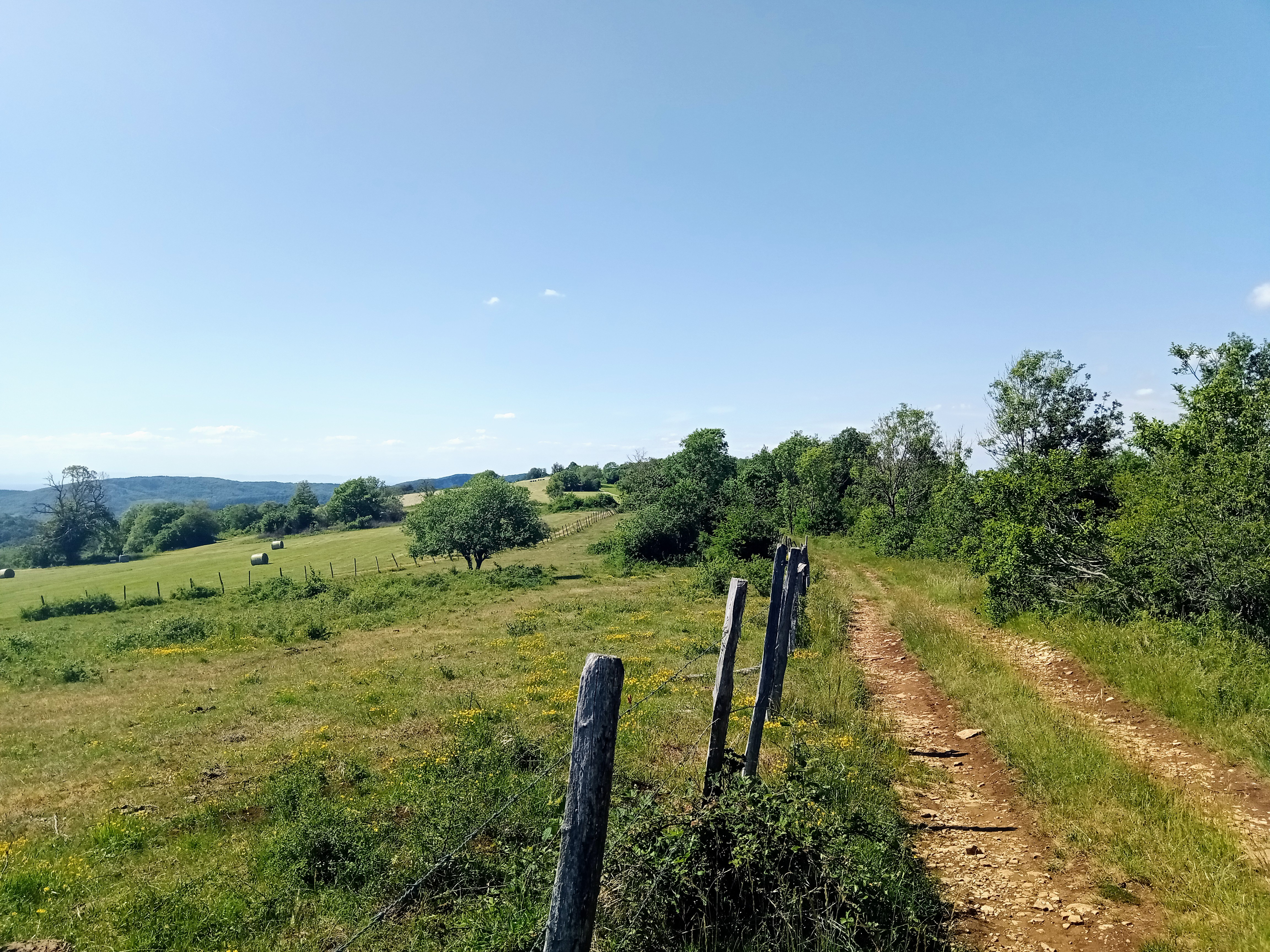
Paysage sur la montagne de Suerme en direction du nord.

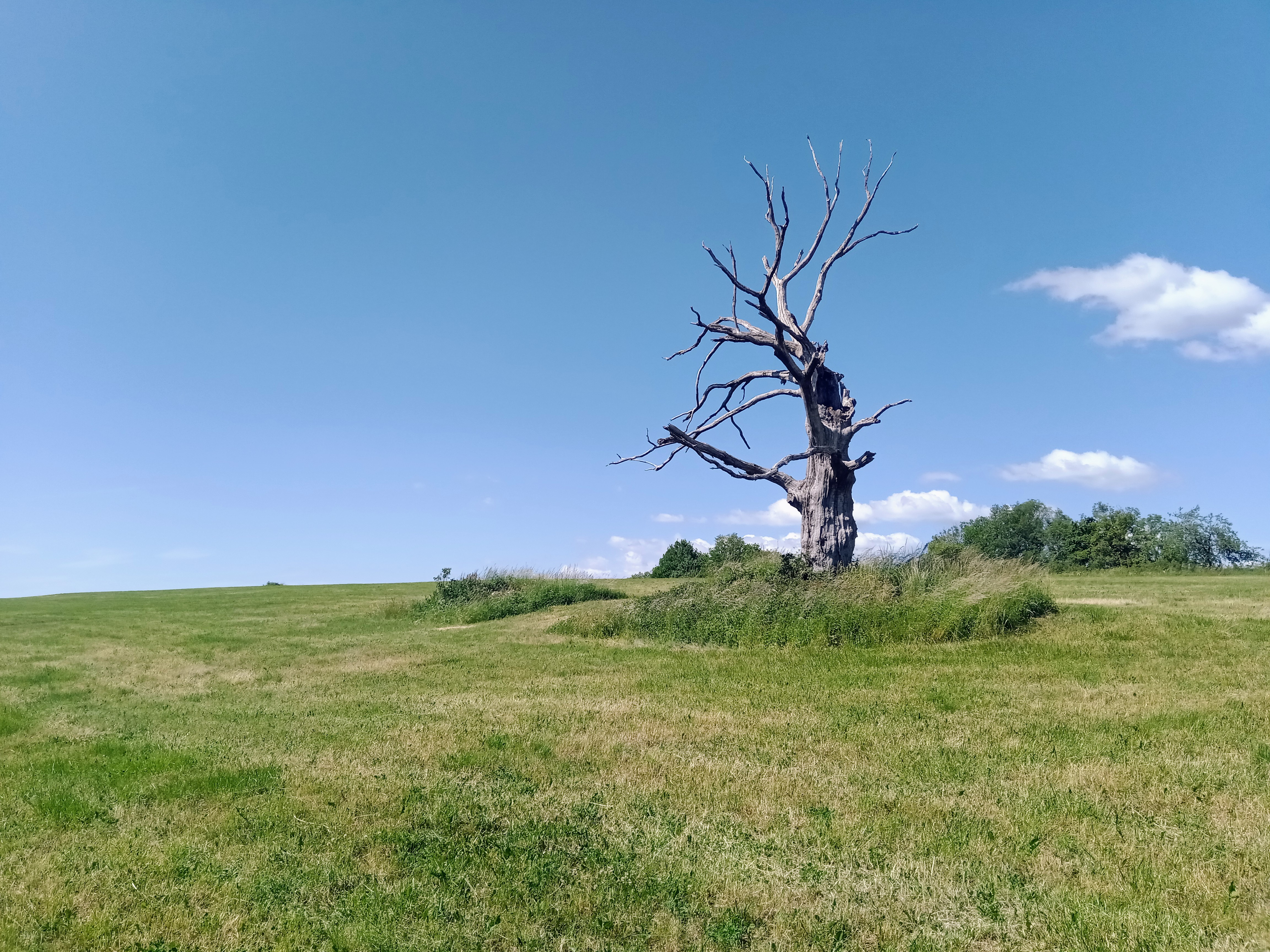
Arbre mort sur le plateau de Suerme.

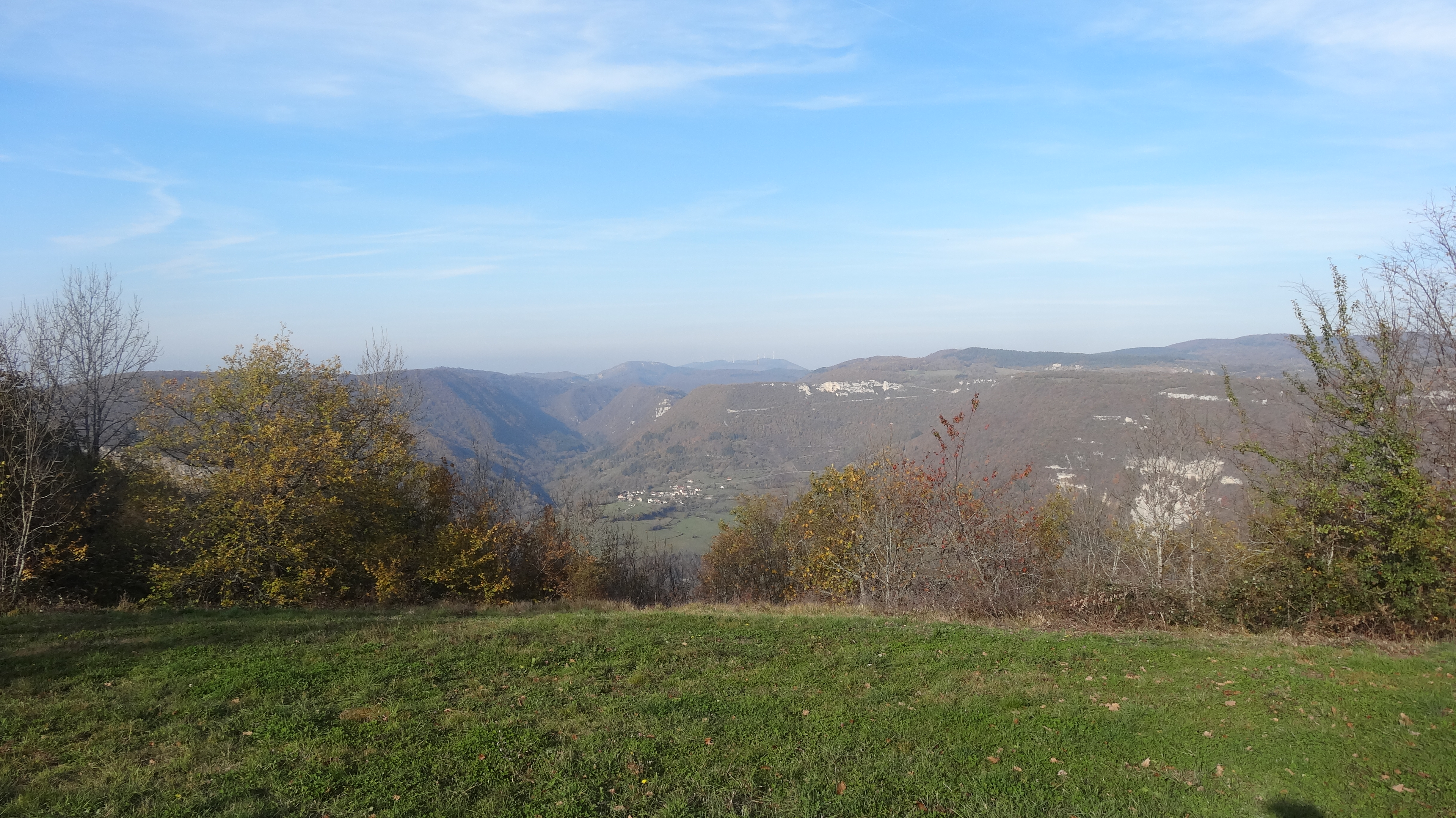
Vue en direction du nord des monts du Jura par-delà la cluse des Hôpitaux depuis le plateau de Suerme.